# Dystrykt Évora
Dystrykt Évora (port. Distrito de Évora IPA: /'ɛvuɾɐ/) – jednostka administracyjna pierwszego rzędu w południowej Portugalii. Ośrodkiem administracyjnym dystryktu jest miasto Évora, innymi ważnymi miastami są Montemor-o-Novo i Estremoz. Położony jest na terenie regionu Alentejo, od północy graniczy z dystryktami Santarém i Portalegre, od wschodu z Hiszpanią, od południa z dystryktem Beja a od zachodu dystryktem Setúbal. Powierzchnia dystryktu wynosi 7393 km², zamieszkuje go 173 408 osób, gęstość zaludnienia wynosi 24 os./km².
W skład dystryktu Évora wchodzi 14 gmin:
- Alandroal
- Arraiolos
- Borba
- Estremoz
- Évora
- Montemor-o-Novo
- Mora
- Mourão
- Portel
- Redondo
- Reguengos de Monsaraz
- Vendas Novas
- Viana do Alentejo
- Vila Viçosa